# Joița (gmina)
Joița – gmina w Rumunii, w okręgu Giurgiu. Obejmuje miejscowości Bâcu i Joița. W 2011 roku liczyła 3864 mieszkańców. 